# オーストリア少女監禁事件

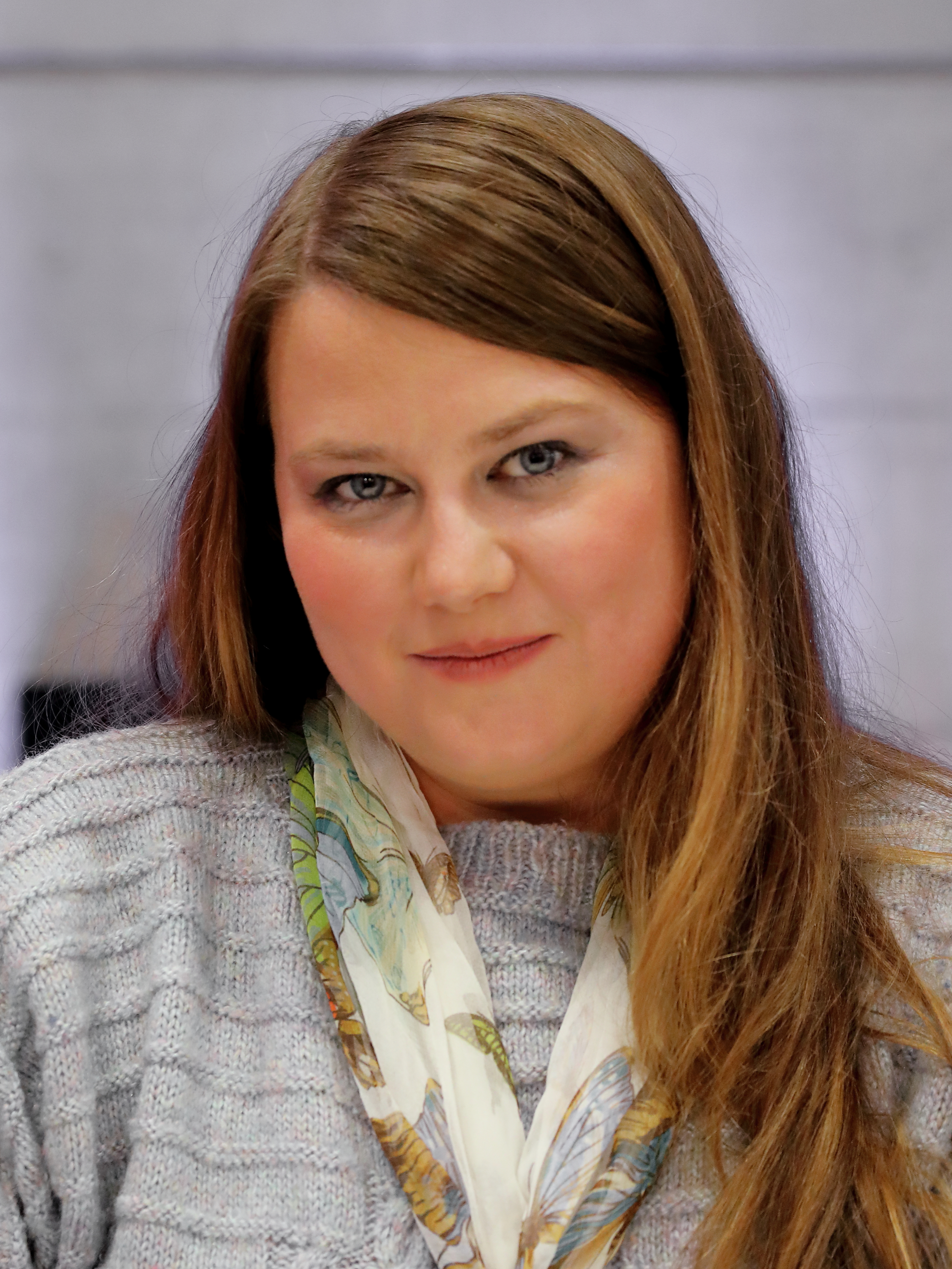
被害者ナターシャ (2019年撮影、31歳)

オーストリア少女監禁事件 (オーストリアしょうじょかんきんじけん) あるいはナターシャ・カンプッシュ事件は1998年3月2日、オーストリアの首都ウィーンで当時10歳の少女ナターシャ・カンプシュ (Natascha Kampusch、1988年2月17日-) が誘拐された事件。ナターシャは犯人の自宅に監禁されて殴打や性暴力、飢餓状態などに耐えたのち、3,096日（約8年半）後の2006年8月23日に逃亡に成功して警察に保護された。単独犯のウォルフガング・プリクロピル (Wolfgang Priklopil、誘拐実行当時36歳) は、罪を友人に自白してナターシャ逃亡当日に自殺しており、逮捕には至らなかった。
当事件は世界的にメディアで大きく取り上げられた誘拐・失踪事件の一つとして知られている。また被害者が実名でメディアを通じて体験を詳細に語ったことから、トラウマ精神医療や心理学研究の側面からも取り上げられている。特に犯人に対して好意や共感を寄せる心理状態を指す、いわゆる「ストックホルム症候群」や、結果を出せる局面でも自発的に行動しない「学習性無力感」の問題・可能性が研究者から言及されている。

## 事件の経緯
10歳当時のナターシャは両親が離婚しており、過食症や鬱状態にあって孤独感に苛まれていた。いつもは母親が小学校まで送り届けていたものの、親からの自立を目指したナターシャは誘拐当日一人で歩いて通学しており、そこを犯人のプリクロピル (1962年5月14日生まれ、当時36歳) に狙われた。犯行現場付近に停めた配送用のバンに連れ込んで、犯人はナターシャを連れ去ったのである。移送中の車内でナターシャは靴のサイズや妻子の有無など、犯人を質問攻めにしたという。誘拐前、ナターシャは『Aktenzeichen XY... ungelöst』(英国BBC製作・放送『Crimewatch』のドイツ語版で未解決犯罪の再現テレビ番組) を好んで視聴しており、犯人の情報をなるべく多く引き出す必要があると番組から学んでいたためである。
ナターシャが移送後に監禁されたのは、首都ウィーンの東側に位置する小都市Strasshofにある犯人自宅の地下貯蔵室である。ナターシャの自宅からは20キロメートル圏内の場所であった。地下貯蔵室は車庫の真下にあり、5平方メートルほどの広さで窓もなく、遮音性の高いスペースであった。犯人は過去に電機メーカーのシーメンスでエンジニアとして勤務した経験があり、そのスキルを活かして地下貯蔵室と犯人の寝室をインターホンでつないでいた。

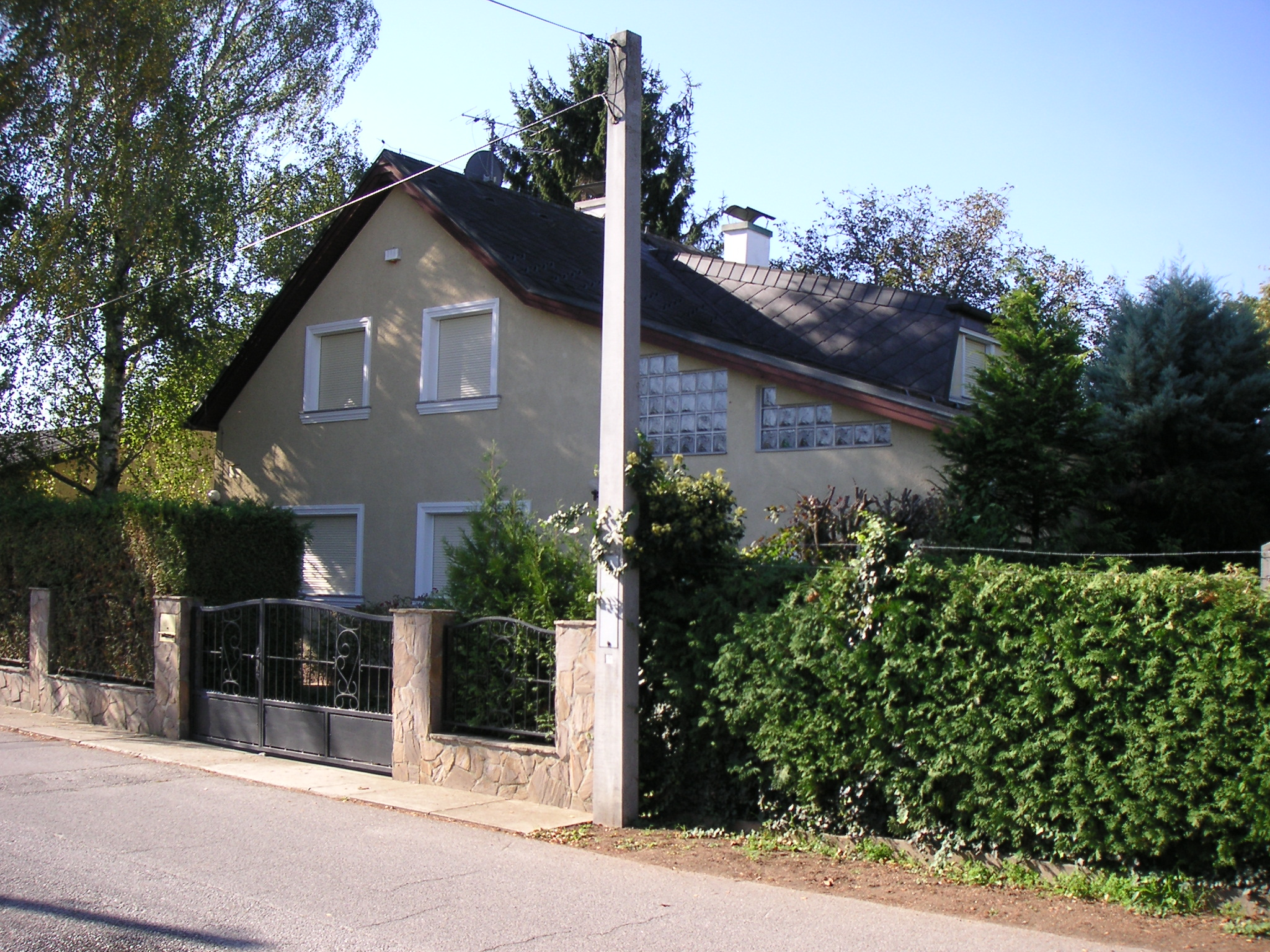
ナターシャ監禁場所となった犯人の自宅 (2006年10月撮影)

警察当局は事件発生当初から数百人の警察官を動員しており、警察犬やヘリコプターによる上空捜索も並行して用いられた。メディア各社や捜査担当者は当初、ナターシャの母親を犯人として疑っていた。また、児童ポルノや臓器売買が動機だとの憶測が世間では飛び交っていた。誘拐現場の目撃証言から、犯行に用いられたバンが白色だと判明しており、警察当局はこの条件に該当する約800台の車両を当たる過程で、犯人も事件発生から数日後に警察から事情聴取を受けている。しかしナターシャ誘拐当日は自宅で一人でいた、と犯人は嘘の証言をしている。
犯人は自身をエジプトの神だとナターシャに語っており、自分がナターシャよりも偉大で支配的な存在だと見せつける行動をとっていた。たとえば暴力を繰り返し振るったり、食事を与えなかったり、インターホン越しにナターシャを罵倒する言葉を浴びせ続けたりした。しかし時には謝罪の言葉を述べる、ささやかな贈り物をする、これからも二人が共に生きていく夢を語るといった二面性を持ち合わせていた。また本を買い与える、読み書きを教えるといった教育も犯人はナターシャに施している。
誘拐から6か月間は地下室から出ることを許さなかったものの、犯人はその後ナターシャを地下室から出して、犯人宅を掃除させたり、料理させたりすることもあった。しかし逃亡防止のため、地下室外では服を脱がされた。また、計13日は自宅外にナターシャを連れ出している。行先は犯人の友人H宅が多く、H宅の改装のためナターシャを下働きさせる目的であった。他にも薬局や工務店にも連れ出しているものの、ナターシャは恐怖心から道端で遭遇する人々に助けるを求めることができなかった。
18歳になったナターシャは2006年8月23日、犯人から車の掃除を命じられ (8年半前の犯行当時に使われた白のバン)、犯人宅の庭に出る機会があった。犯人はナターシャの近くで監視していたものの、携帯電話にかかってきた電話の応対で犯人が目を離した隙にナターシャは逃走した。ナターシャが車に掃除機をかけていて、その音で電話の相手の声が聴こえづらかったため、犯人がナターシャと距離をとらなければならなかったことが幸いした。ナターシャは道行く人に助けを求めるも何人かには無視されたのち、警察に通報してくれる人が見つかり、警察に保護された。ナターシャ逃走後の犯人は友人Hの元に向かい、犯人と友人Hは3時間ウィーン近郊をドライブしている。そして犯人は自分が誘拐と性犯罪を犯したと友人Hの前で自白している。犯人は車から降りると、列車に飛び込んで自殺を遂げている。
犯人のプリクロピルには協力者がいたのではないかとの説もあったが、ナターシャ逃走から7年後の2013年にオーストリア捜査当局がこれを事実上否定する調査報告書を公表している。捜査チームにはアメリカ合衆国やドイツの専門家も参画しており、9か月以上かけて計113人の目撃者に事情聴取を行い、また犯人宅のDNA採取といった科学的手法も用いて共犯説を検証した。誘拐当初、ナターシャを車で連れ去ったのは男2人だと児童からの証言があったが、後日の証言では一貫性に欠き、最終的に児童はこの目撃証言を取り下げている。捜査当局はこの児童が別車両と取り違えたと判断した。しかし犯人死亡のため、単独犯の可能性が「非常に高い」との表現にとどまっている。

## 事件後の展開と分析

### 実名でのメディア露出と言動
当事件は世界的にメディアで大きく取り上げられた誘拐・失踪事件の一つと言われる。性犯罪被害者の体験談はジャーナリストなどの第三者を通じて報じられることが多かったものの、21世紀に入ってからはナターシャのように実名で手記を出版するケース (後述) が欧米で複数件見られる。自ら語ることが性犯罪の加害者に社会的制裁を加え、将来の犯罪抑止にもつながるとの学術見解もある。ナターシャは偽名を使って身を隠すよう、多くの人から助言を受けていたが、実名公表を選んだ。
逃亡成功から2年後の2008年には、オーストリアの地上波テレビ放送局 Puls 4のトークショー番組にナターシャが司会として出演している。対談相手にはフォーミュラ1 (F1) 元チャンピオンのレーシングドライバーであるニキ・ラウダなどが選ばれた。当番組に関しナターシャは、メディアに追いかけられてきた自分が逆に他者をインタビューする立場に置かれたらどうだろうか、との趣旨を述べており、事件で受けた傷を癒して新たなキャリアや人生を模索する意図を語っている。
同年2008年、ナターシャは8年半の監禁現場となった犯人の自宅を購入している。購入した20歳当時はメディアに対し、犯人の自宅が落書きされる、あるいは取り壊されて新築物件に建て替えられるのを防ぐ目的だと語っていた。しかし2年後のメディア・インタビューでは、盲信的な犯人の支持者によって監禁現場が聖地化されるのを防ぐために購入したと語っている。
逃亡成功から4年後の2010年春、ナターシャは22歳で大学を卒業している。また同年9月にはナターシャ実名の自叙伝 "3,096 Tage" (英題: "3,096 Days") が出版されている。
翌2011年、自叙伝の印税収入と寄付金を元手に、ナターシャはスリランカに小児病院を建設した。自叙伝はその後ナターシャの同意の元、ドイツ語で映画化されて2013年に同名タイトルで公開されている。イギリス北アイルランド出身女優アントニア・キャンベル＝ヒューズ (Antonia Campbell-Hughes) がナターシャ役を演じた。映画のプレミア上映会にナターシャは出席したものの、上映後のメディア取材には応じず、その後はメディアへの露出を控えるようになった。
2016年にはオーストラリア (豪州) で時事・社会問題を扱うテレビ番組 "Sunday Night" にナターシャが出演し、犯人の写真を未だに財布の中に入れて持ち歩いていると発言している。別メディアの報道で、8年前に購入した犯人宅に2016年時点で時折居住していることも判明している。また、逃亡から10年を振り返ってた自叙伝 "10 Jahre Freiheit" (英題: "10 Years of Freedom") が共著でこの年に出版されている。

### 精神医療・心理学の学術的分析
ナターシャの自叙伝を類似事件と比較分析した日本の学術研究 (2017年) では、「ピグマリオン効果」と「ストックホルム症候群」がキーワードとして挙げられている。ピグマリオン効果とは、他者から期待をもって接せられた人が、その期待に沿うような行動をとって成果を出す傾向を表す心理学の用語である。犯人はナターシャを自分の思い通りの女性に育てて妻にしようと夢想したと言われている。またストックホルム症候群とは、誘拐・監禁事件などの被害者が犯人に対して好意や共感を抱くようになる心理的現象を指し、長きにわたる時間と空間を共有し、恐怖に支配された状況で自己を守るために起こるとされる。監禁からの逃亡直前当時を振り返って、ナターシャは犯人を「擬似家族」として哀れんでいたり、犯人に抱きしめて欲しいと頼む場面が自叙伝では描かれている。類似の幼女監禁事件と比較して、特にナターシャが10歳と低年齢で誘拐されたことが、ストックホルム症候群のような心理状態につながったのではないかと考察されている。ただし、当研究ではストックホルム症候群という用語が「揶揄」であるとしており、用語の使用に慎重である。
トラウマ研究を専門とする英国 The Aberdeen Centre for Trauma Research 所属の精神医療学者による研究 (2010年) では、「学習性無力感」(Learned helplessness) がナターシャに見られると指摘されている。心理学における学習性無力感とは、度重なる挫折で何をしても無意味と思うようになり、結果を変えられる機会にあっても自発的に行動しない心理状態を表す。ナターシャは監禁の8年半の中で、逃亡できるチャンスが何度もあったにもかかわらず実行に移さなかったためである。
また同英国研究でもストックホルム症候群について言及されている。これは犯罪学者による造語・命名ではあるものの、病理や異常性を想起させる「症候群」の名をつけることは不適当であり、ナターシャに限らず監禁された被害者にとっては生き延びる術として自然の心理反応だとされている。用語そのものには問題があるものの、当研究でもいわゆるストックホルム症候群で定義される特徴がナターシャにも見られると指摘された。たとえば、犯人の自殺を知ったナターシャは警察の非を責め立て、犯人の死を悼んでいる。

### 著作権問題
過熱するメディア報道の過程では、欧州連合 (EU) の著作権法の解釈が問われる訴訟も起こっている。発見当時のメディア各社は報道に適したナターシャのポートレート (人物写真) に欠いており、誘拐される前にフリーランスの写真家エヴァ・マリア・ペイナー (Eva-Maria Painer) が撮影したナターシャの写真をペイナーに無断・無償で報道各社が利用したことから、ペイナーが著作権侵害を主張したのである。これに対し、被告側の報道各社は防犯目的の公益に資するとして、無断利用の正当性を主張した。欧州司法裁判所 (CJEU) の下した判決は後に「ペイナー判決」とも呼ばれ、欧州著作権法のリーディング・ケースとして知られている (Eva-Maria Painer v Standard Verlags GmbH and Others; Case C-145/10, (2011) ECR-00000)。
== 関連作品 ==　

### 自叙伝
- 『"3,096 Tage" 』(英題: "3,096 Days") - 2010年9月16日、被害者の実名にて出版[2][1]。

### 映画
- 『3,096 Tage』- 上記の自叙伝を原作とした映画で、2013年にドイツ語で公開[20][3]。

### テレビ番組
- 『目撃!超逆転スクープ2 世紀の凶悪監禁犯vs決死の生還劇』- 2018年11月3日放送[30]。
- 『ワールド極限ミステリー 3時間SP』- 2020年1月15日放送[31][32]。